# Stehende Rolle
Stehende Rolle (veraltet auch: stehende Maske) ist ein Begriff aus der Theatersprache. Er bezeichnet eine Rolle, die aufgrund ihrer Bekanntheit über ein einzelnes Stück oder eine einzelne Episode hinaus bestehen bleibt. 
Die stehende Rolle ist immer fiktiv. So kann das Image von Schauspielern eine Art stehende Rolle sein, die sich als bewusst aufgebaute öffentliche Wirkung von ihren privaten Eigenschaften unterscheidet. Der Übergang zwischen stehender Rolle und Rollenfach ist fließend.
Die stehenden Rollen sind aus den mittelalterlichen Allegorien hervorgegangen, etwa den personifizierten Darstellungen von Tugend oder Laster, die sich seit der Neuzeit in menschlichere Figurentypen auflösen wie den englischen Vice. Historische stehende Rollen sind etwa die Typen der Commedia dell’arte oder die sogenannten Lustigen Personen im Theater des 18. und 19. Jahrhunderts (Arlecchino, Hanswurst, Clown). Dort ist es üblich, dass die stehende Rolle in weiteren Rollen erscheint, wie Harlekin als Diener, Harlekin als Engländer etc.
Heutige stehende Rollen sind zumeist Serienhelden verfilmter Romane wie Zorro, Jerry Cotton, Harry Potter oder stammen aus originalen Fernsehserien wie Derrick. Weibliche stehende Rollen mit großer Bekanntheit wie Miss Marple sind selten. 
Von öffentlichem Interesse ist stets die Beziehung der Schauspieler zu ihrer dauerhaften Rolle. Sie spiegelt das Verhältnis der Zuschauer zu ihren eigenen beruflichen oder familiären Funktionen.